# Бабанка
Баба́нка (укр. Бабанка) — посёлок в Уманском районе Черкасской области Украины.

## История
В XIX веке село Бабанка было волостным центром Бабанской волости Уманского уезда Киевской губернии. В селе была Покровская церковь.
В 1930 году здесь были открыты районная больница, амбулатория и районная ветеринарная лечебница, в 1931 году началась электрификация села, в 1932 году была создана машинно-тракторная станция.
В 1937 году в центре села был разбит парк.
Во время Великой Отечественной войны 5 августа 1941 года село оккупировали немецкие войска. В период оккупации здание школы использовалось как казарма и скотобойня, в здании редакции районной газеты оборудовали тюрьму. 10 марта 1944 года село было освобождено частями 4-й гвардейской армии РККА. В дальнейшем село было восстановлено.
В 1950 году была построена новая двухкорпусная больница на 50 коек и жилой дом для врачей и медицинского персонала.
В 1958 году в Бабанке была открыта межколхозная строительная организация, в 1963 году — начала работу хлебопекарня, в 1965 году — построен Дом культуры.
Посёлок городского типа с 1991 года.
В октябре 1995 года Кабинет министров Украины утвердил решение о приватизации находившейся здесь райсельхозтехники.
На 1 января 2013 года численность населения составляла 2314 человек.

## Транспорт
Ближайшая железнодорожная станция расположена в Умани, в 15 км от Бабанки.

## Уроженцы
- Барчук, Анатолий Трофимович — советский и украинский киноактёр, народный артист Украины.
- Белогруд, Григорий — уманский полковник Войска Запорожского, дипломат.